# Charles Marley Anderson

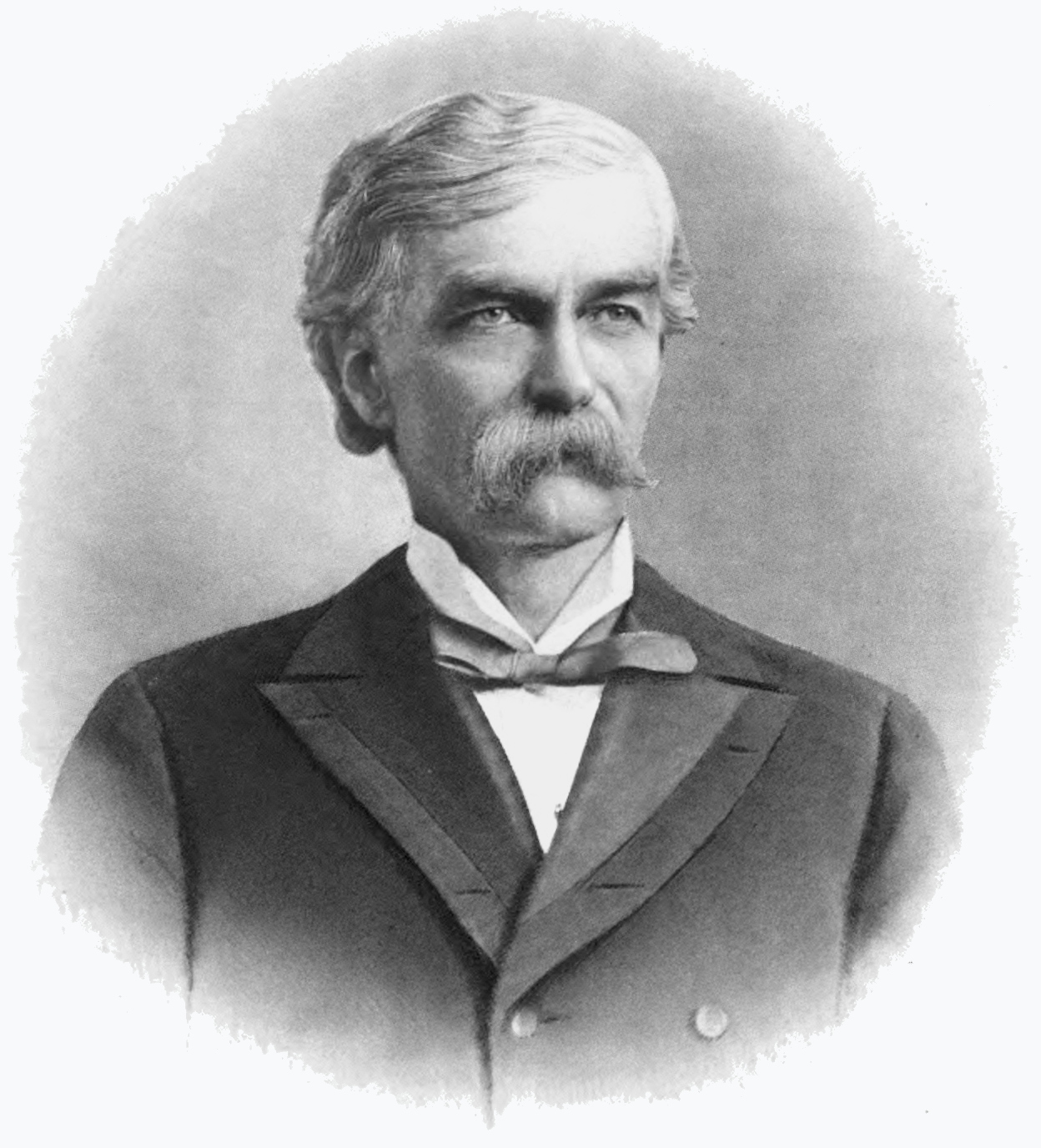
Charles Marley Anderson (1900)

Charles Marley Anderson (* 5. Januar 1845 bei Mifflintown, Juniata County, Pennsylvania; † 28. Dezember 1908 in Greenville, Ohio) war ein US-amerikanischer Politiker. Zwischen 1885 und 1887 vertrat er den Bundesstaat Ohio im US-Repräsentantenhaus.

## Werdegang
Im Jahr 1855 kam Charles Anderson mit seinen Eltern aus Pennsylvania in das Darke County in Ohio. Er besuchte die öffentlichen Schulen seiner jeweiligen Heimat. Während des Bürgerkrieges diente er zwischen 1861 und 1865 im Heer der Union. Nach dem Krieg setzte er seine Ausbildung an der Lebanon Normal School in Ohio fort. Nach einem Jurastudium und seiner 1868 erfolgten Zulassung als Rechtsanwalt begann er in Greenville in diesem Beruf zu arbeiten. Zudem war er 20 Jahre lang Manager der Central Branch of the National Soldiers’ Home in Dayton. Politisch wurde er Mitglied der Demokratischen Partei.
Bei den Kongresswahlen des Jahres 1884 wurde Anderson im vierten Wahlbezirk von Ohio in das US-Repräsentantenhaus in Washington, D.C. gewählt, wo er am 4. März 1885 die Nachfolge von Benjamin Le Fevre antrat, der in den fünften Distrikt wechselte. Da er im Jahr 1886 von seiner Partei nicht mehr zur Wiederwahl nominiert wurde, konnte er bis zum 3. März 1887 nur eine Legislaturperiode im Kongress absolvieren.
Nach dem Ende seiner Zeit im US-Repräsentantenhaus praktizierte Charles Anderson wieder als Anwalt. In den Jahren 1892 und 1893 war er Staatsbeauftragter für Ohio bei der Weltausstellung in Chicago. Er starb am 28. Dezember 1908 in Greenville, wo er auch beigesetzt wurde.